# David Punter
David Punter (nacido el 19 de noviembre de 1949, en Harrow, Londres) es un profesor de literatura y crítico literario de la Universidad de Bristol. Punter es autor de numerosos estudios críticos, y ha sido reconocido internacionalmente en especial como experto en la cultura y la literatura góticas.

## Carrera
La carrera académica de Punter comenzó como profesor de la Universidad de East Anglia. En 1986 ocupó un puesto de profesor de Inglés y jefe de departamento en la Universidad China de Hong Kong. En 1989 fue nombrado jefe de departamento en la Universidad de Stirling, en Escocia. En 2000 se trasladó a la Universidad de Bristol, donde se convirtió en decano y director de investigación de la Facultad de Letras.
Punter ha publicado veinticuatro libros críticos, además de cuatro libros de poesía, así como cientos de ensayos y artículos. Su mayor interés se ha centrado en la literatura gótica, pero también se ha ocupado de la cultura gótica en general. Asimismo ha publicado libros sobre la prosa y la poesía desde el siglo XVIII hasta la actualidad, y sobre teoría literaria, la deconstrucción, el psicoanálisis y la llamada "teoría anti-canon".
En el papel de orador de la Universidad de Bristol, Punter ha pronunciado discursos en honor de autores como Michael Eavis, Julia Donaldson y Terry Pratchett.

## Títulos académicos
Punter obtuvo su licenciatura y doctorado en el Fitzwilliam College, de la Universidad de Cambridge. Posteriormente, se le adjudicó el título de Doctor of Letters por sus publicaciones en la Universidad de Stirling. Es miembro de la English Association (FEA); de la Higher Education Association (FHEA); del Institute for Contemporary Scotland (FCS); de la Society of Antiquaries (Scotland) (FSAScot); y miembro también de la Royal Society of Arts (FRSA).
Punter actualmente representa a la Universidad de Bristol en Culture, Arts and Humanities Task Force del Coimbra Group of European Universities. En Bristol fue responsable del Bristol Institute for Research in the Humanities and Arts. Preside asimismo el Consejo Ejecutivo de la International Gothic Association, así como el consejo de redacción de su revista, Gothic Studies.

## Publicaciones más importantes

### Ensayos
- The Literature of Terror: A History of Gothic Fictions from 1765 to the Present Day, 1980; republished in two volumes 1996, Longman, Vol. 1: The Gothic Tradition, ISBN 0-582-23714-9 Vol. 2: The Modern Gothic, ISBN 0-582-29055-4
- Romanticism and Ideology: Studies in English Writing 1765-1830 (with David Aers and Jonathan Cook), 1981, Routledge & Kegan Paul, ISBN 0-7100-0781-7
- Blake, Hegel and Dialectic, 1982, Amsterdam, Rodopi, ISBN 90-6203-694-5
- The Hidden Script: Writing and the Unconscious, 1985, Routledge & Kegan Paul,  ISBN 0-7100-9951-7
- Introduction to Contemporary Cultural Studies (ed.),  1986, Longman, ISBN 0-582-49366-8
- William Blake: Selected Poetry and Prose,  ed., 1988, Routledge,  ISBN 978-0-415-00666-8
- The Romantic Unconscious: A Study in Narcissism and Patriarchy, 1989, New York University Press, ISBN 0-8147-6612-9
- Selected Poems of Philip Larkin: Notes, 1991, Longman, ISBN 0-582-06564-X
- William Blake: New Casebook, ed., 1996, Macmillan,  ISBN 0-312-16032-1
- Gothic Pathologies: The Text, the Body and the Law, 1998, Longman, ISBN 0-312-21260-7
- Spectral Readings: Towards a Gothic Geography, ed., with Glennis Byron, 1999, Palgrave Macmillan, ISBN 0-312-22223-8
- A Companion to the Gothic, ed., 2000. Blackwell, ISBN 0-631-23199-4
- Writing the Passions, 2000, Longman, ISBN 0-582-30459-8
- Postcolonial Imaginings: Fictions of a New World Order, 2000, Edinburgh University Press, ISBN 81-269-0554-9
- 'The Whitsun Weddings' and Selected Poems, Philip Larkin, 2003, Pearson Education, ISBN 0-582-77229-X
- William Blake's 'Songs of Innocence and of Experience', 2003, Longman, ISBN 0-582-78433-6
- The Gothic (with Glennis Byron), 2004, John Wiley & Sons, ISBN 978-0-631-22063-3
- The Influence of Postmodernism on Contemporary Writing: An Interdisciplinary Study (otherwise known as Writing in the Twenty-First Century), 2005, Blackwell, ISBN 0-631-20313-3
- Metaphor, 2007, Routledge, ISBN 978-0-415-28166-9)
- The Midnight Bell by Francis Lathom, ed., 2007, Valancourt Books, ISBN 978-1-934555-12-5
- Modernity, 2007, Palgrave Macmillan, ISBN 978-0-333-91456-4

### Poesía
- China and Glass, 1985
- Lost in the Supermarket, 1987
- Asleep at the Wheel, 1996, Amani, ISBN 0-9529143-0-1
- Selected Short Stories, 1999. Hub Editions, ISBN 1-870653-78-5

### Cuentos
- "Carving," Exotic Gothic-4, 2012, ed. Danel Olson, PS Publishing, ISBN 978-1-84863-300-1